# Paul Hudson
Ne doit pas être confondu avec Paul Hudson (chef d'entreprise).
Paul Hudson alias H.R. pour Human Rights ou encore Ras Hailu Gabriel Joseph I (né le 11 février 1956 à Londres) est un chanteur Afro-Américain rastafarien qui a fusionné, parallèlement à sa carrière au sein du groupe Bad Brains, différents styles de musiques noires. 

## Biographie
Ses compositions en solo ont mis globalement moins en valeur l'éventail de ses possibilités vocales que les chansons de Bad Brains. Sa discographie a été le moyen de l'expression d'une foi mystique. Son frère Earl, également batteur de Bad Brains, a été présent sur tous ses enregistrements. H.R. s'est associé par trois fois à Ras Michael, le leader des Sons of Negus, un musicien de grand prestige en Jamaïque, en produisant un album intitulé Zion Train et en le recrutant comme percussionniste pour l'enregistrement de deux de ses propres albums : Singin' In Your Heart et Our Faith. La carrière solo de H.R. a marqué un coup d'arrêt au milieu des années 1990. En 2005, H.R. s'est produit en compagnie d'un groupe d'accompagnement dénommé Dubb Agents, cette fois sans son frère, en vieillissant son aspect physique, en ayant un comportement imprévisible (il jouera avec un casque de motocycliste sur la tête lors du premier des trois concerts de Bad Brains en 2006 au CBGB's) le faisant de plus en plus ressembler à un Lee Scratch Perry. L'album Hey Wella (DCHC Records) est disponible en téléchargement payant depuis 2008.
Rétrospectivement l'album It's About Luv apparaît comme un complément aux Roir Sessions de Bad Brains.

## Discographie
- It's About Luv (1984) (LP, Oliver Tree Records puis SST Records).
- Keep Out The Reach (1986) (EP, Oliver Tree Records puis SST Records).
- Human Rights, Viva Azania (1987) (LP, SST Records).
- Ras Mickael: Zion Train (1988) (SST Records)
- Zion Train: Zion (1989) (Oliver Tree Records)
- Singin' In Your Heart (1989) (LP SST Records).
- Charge (1990) (LP, SST Records).
- I Luv (1991) (LP Railroads Records).
- Rock of Enoch (1992) (EP, deux titres, SST Records).
- Our Faith (1992) (LP Railroads Records).
- Out Of Bounds  (2000) (DIA Records).